# Eleven International
Eleven International は、人工知能、ロボティクス、ブロックチェーン、消費財、スマートフォン、家電、AR/AI デバイスなどの分野で事業を展開する企業向けに、ブティック型のコミュニケーションおよびパブリックリレーションズサービスを提供するエージェンシー。
Eleven International は、各文化圏に最適化した戦略的ストーリーテリング、メディアリレーションズ、マーケティングキャンペーンを展開している。

## 歴史
Eleven International は 2017 年に Francis Bea が CEO 兼マネージングディレクターとして設立しました。当初はアメリカ合衆国と香港を拠点としていましたが、その後イギリス、日本、韓国、東南アジアへと事業を拡大しました。2023 年には、グローバルなブランドストーリーテリングへの注力を示す新しいビジュアルアイデンティティを採用しました。
2023 年、Public Relations and Communications Association (PRCA) の「Asia Pacific Small Consultancy of the Year」を受賞し、同年の Asia-Pacific Awards ではファイナリストにも選出されました。また同年、Asia-Pacific Stevie Awards で Gold Stevie Award を獲得し、さらに Bulldog PR Awards では 2 部門で受賞を果たしました。
Eleven International は、データプライバシーおよびセキュリティ実践に関する VaaSBlock の RMA Certification を取得しています。